# La Lanterna D'oro
La Lanterna D'oro è un festival per bambini e ragazzi dai 5 ai 15 anni ideato dal produttore discografico Verdiano Vera e incentrato principalmente sulla musica pop. Il festival si tiene annualmente a Genova e celebra la storica Lanterna di Genova, simbolo del capoluogo ligure. La Lanterna D'oro è nato inizialmente come rampa di lancio per i giovani cantanti e cantautori italiani senza contratto discografico. Negli ultimi anni il festival ha moltiplicato il numero di iscritti e ha limitato le iscrizioni ai minori di 15 anni. A partire dalla terza edizione il festival è diventato anche un programma televisivo trasmesso da Teleliguria su Digitale Terrestre, diffuso in tutta la Liguria e registrato a Genova in location differenti.

## Storia
La prima edizione del festival si svolse al Teatro Von Pauer di Genova, organizzata da Verdiano Vera e da Donatella Sassi e promossa dall'etichetta discografica Maia Records che ne garantì il premio.
La prima edizione de La Lanterna D'oro è datata 2010 e ha ospitato 16 artisti fra cantanti e cantautori provenienti da tutta Italia (senza alcun contratto discografico) in un'unica serata di gala che ha registrato il tutto esaurito. I premi consegnati sono stati 2: "Miglior cantautore" e "Miglior cantante Interprete".
La seconda edizione si svolse alla Marina di Genova in 2 date differenti nel 2011: una dedicata ai cantanti interpreti e l'altra ai cantautori.
La terza edizione del 2012 si svolse in 10 puntate televisive alla quali parteciparono circa 70 cantanti presso il Buldog Pub di Genova con un unico vincitore finale.
La quarta, la quinta e la sesta edizione rispettivamente nel 2013, nel 2014 e nel 2015 si svolsero presso il "Caribe Club" di Corso Italia a Genova con un unico vincitore per ogni anno.
A partire dalla settima edizione 2018, il concorso si svolge ai piedi della Lanterna di Genova, con il sostegno del Municipio Centro Ovest.

## Vincitori del premio La Lanterna D'oro
- 2010: Alessandro Graziano (Categoria Cantautori); Pierandrea Canepa (Categoria Cantanti Interpreti)
- 2011: Francesco Ugolini (Categoria Cantautori)[3]; Alessandro Vignali (Categoria Cantanti Interpreti)[4]
- 2012: Nicolò Pagliettini[5]
- 2013: Pasquale Mazzei
- 2014: Lucrezia Pernigotti
- 2015: Nesos
- 2018: Francesco Saias